# Rentenrechnung
Die Rentenrechnung ist ein Teilgebiet der klassischen Finanzmathematik, das sich mit Folgen von regelmäßig wiederkehrenden Zahlungen befasst. Solche Zahlungsfolgen werden in der Finanzmathematik als Renten bezeichnet. Die Hauptaufgabe der Rentenrechnung liegt in der Bestimmung des Barwerts und Endwerts von Renten. Hierbei ergeben sich typischerweise Formeln, die nach entsprechenden Umformungen für weitere Grundaufgaben der Rentenrechnung genutzt werden können. Die Rentenrechnung baut auf der Zinsrechnung auf bzw. kann als eine Erweiterung derselben angesehen werden.

## Begriffsabgrenzung
Werden die im Voraus vereinbarten Zahlungen nur geleistet, wenn am betreffenden Zahlungstermin eine oder mehrere bestimmte Personen noch am Leben sind, spricht man von einer Leibrente. Leibrenten sind Gegenstand der Lebensversicherungsmathematik. Werden die vereinbarten Zahlungen für eine begrenzte Dauer unabhängig vom Leben der am Vertrag beteiligten Personen  ausbezahlt, spricht man zur Abgrenzung von Leibrenten auch von Zeitrenten. Zeitrenten sind Gegenstand der Finanzmathematik und werden dort einfach als Renten bezeichnet. Zwar ist per Definition jede Folge von Zahlungen eine Rente, jedoch fokussiert die Finanzmathematik auf solche Zahlungsfolgen, bei denen alle Zahlungen gleich hoch sind (konstante Renten) oder nach einem regelmäßigen Gesetz gebildet werden (z. B. arithmetisch steigende Renten). Dieser Artikel beschäftigt sich mit Zeitrenten, und zwar zunächst mit konstanten Renten und dann mit arithmetsch steigenden Renten.

## Grundbegriffe
Die Zeiteinheit sei ein Jahr. Außerdem sei jährlich derselbe Rentenbetrag r zu bezahlen (konstante Rente). Eine Rente heißt nachschüssig oder Postnumerando-Rente, wenn die Zahlungen jeweils am Ende des Jahres erfolgen; erfolgen sie am Anfang des Jahres, spricht man von einer vorschüssigen oder einer Pränumerando-Rente.
Wenn jemand in jährlichen Abständen n Beträge von r Geldeinheiten mit Zinseszins angelegt hat, so kann das Kapital errechnet werden, das am Ende des n-ten Jahres zur Verfügung steht. Man nennt es den Endwert der Rente. Bei einer nachschüssigen Rente ist dies der Wert der Rente unmittelbar nach der letzten Zahlung, bei einer vorschüssigen dagegen der Wert ein Jahr nach der letzten Zahlung.
Eine andere Fragestellung ist die nach dem Kapital, das bei Vertragsabschluss zur Verfügung stehen muss, damit man aus ihm und seinen Zinsen die einzelnen künftigen Zahlungen von r Geldeinheiten bestreiten kann. Man nennt es den Barwert der Rente.
Andere Sichtweise: Endwert und Barwert ersetzen die Folge der Rentenzahlungen durch eine – unter Berücksichtigung der Zinseszinsen gleichwertige – einmalige Zahlung.
Beide Werte hängen vom Betrag r und der Anzahl n der Rentenzahlungen sowie vom Zinsfuß p > 0 ab.

## Konstante Renten

### Barwert- und Endwertformeln
In den folgenden Formeln bezeichnet {\displaystyle i} der Zinssatz und {\displaystyle q=1+i} den zugehörigen Zinsfaktor.
In der Literatur wird {\displaystyle i} auch mit {\displaystyle p\ \%} oder nicht ganz korrekt als {\displaystyle p} bezeichnet.
Beispiel für einen Zinssatz von 5 %:
{\displaystyle i=5\ \%\ \Rightarrow \ q=1+i=1+0{,}05=1{,}05}
|         | Vorschüssig                                                           | Nachschüssig                                                         |
| ------- | --------------------------------------------------------------------- | -------------------------------------------------------------------- |
| Barwert | {\displaystyle B_{\text{vor}}=r\cdot {\frac {q^{n}-1}{q^{n-1}(q-1)}}} | {\displaystyle B_{\text{nach}}=r\cdot {\frac {q^{n}-1}{q^{n}(q-1)}}} |
| Endwert | {\displaystyle E_{\text{vor}}=r\cdot {\frac {q(q^{n}-1)}{q-1}}}       | {\displaystyle E_{\text{nach}}=r\cdot {\frac {q^{n}-1}{q-1}}}        |

Beachte: {\displaystyle q-1=(1+i)-1=i}
Grafische Veranschaulichung der vor- und nachschüssigen Rentenformeln:
Legende zum Bild unterhalb:
- {\displaystyle B_{\text{nach}}}: nachschüssiger Barwert zum Zeitpunkt {\displaystyle t=0}

- {\displaystyle E_{\text{nach}}}: nachschüssiger Endwert zum Zeitpunkt {\displaystyle t=n}

- {\displaystyle B_{\text{vor}}}: vorschüssiger Barwert zum Zeitpunkt {\displaystyle t=1}

- {\displaystyle E_{\text{vor}}}: vorschüssiger Endwert zum Zeitpunkt {\displaystyle t=n+1}

Es gelten folgende Definitionen:
Der Endwert einer nachschüssigen Rente ist der Zeitwert am Tag der letzten Ratenzahlung.
Der Endwert einer vorschüssigen Rente ist der Zeitwert eine Zinsperiode nach der letzten Ratenzahlung.
Der Barwert einer nachschüssigen Rente ist der Zeitwert einer Zinsperiode vor der ersten Ratenzahlung.
Der Barwert einer vorschüssigen Rente ist der Zeitwert am Tag der ersten Ratenzahlung.

#### Herleitung der Barwert- und Endwertformeln
Für den Endwert der vorschüssigen Rente ergibt sich: Der erste Zahlung wird n-mal verzinst, die zweite Zahlung wird (n−1)-mal verzinst und so weiter bis zur letzten (n-ten) Zahlung, die genau einmal (also ein Jahr lang) verzinst wird. Damit gilt für den Endwert {\displaystyle E_{\text{vor}}} der vorschüssigen Rente:
{\displaystyle {\begin{aligned}E_{\text{vor}}&=r\cdot q^{n}+r\cdot q^{n-1}+\dotsb +r\cdot q\\&=r\cdot (q^{n}+q^{n-1}+\dotsb +q).\end{aligned}}}
Der Faktor {\displaystyle q^{n}+q^{n-1}+\dotsb +q} lässt sich nun wegen{\textstyle {\begin{aligned}(q^{n}+q^{n-1}+\dotsb +q)\cdot (q-1)&=q\left(q^{n}-1\right)\end{aligned}}}durch {\textstyle q(q^{n}-1)/(q-1)} ersetzen, wodurch man die vorschüssige Endwertformel erhält.
Da bei der nachschüssigen Rente alle Zahlungen im Vergleich zur vorschüssigen Rente um ein Jahr nach hinten verschoben sind, erhält man die Formel für den Endwert einer nachschüssigen Rente aus dieser Formel durch Abzinsung um ein Jahr bzw. Multiplikation mit {\displaystyle 1/q}.
Analog erhält man die Barwertformeln in einem Schritt als den Endwertformeln, indem man {\displaystyle E_{\text{vor}}} bzw. {\displaystyle E_{\text{nach}}} um {\displaystyle n} Perioden diskontiert bzw. jeweils mit dem Faktor {\displaystyle 1/q^{n}} multipliziert.

### Verrentung eines Kapitals
Wird ein Anfangskapital unter Beachtung anfallender Zinsen in eine Rente umgewandelt, so spricht man von einer Verrentung des Kapitals. Es handelt sich um das umgekehrte Problem der Barwertermittlung: Während bei der Barwertermittlung der Barwert einer Rente mit gegebener Laufzeit und Rentenhöhe gesucht wird, wird bei der Verrentung entweder die Laufzeit (bei gegebener Rentenhöhe) oder die Höhe (bei gegebener Laufzeit) einer Rente gesucht, die man aus einem gegebenen Kapital leisten kann. 

#### Dauer der Zahlungen
Die Zahl der Rentenzahlungen, nach denen ein Kapital aufgebraucht ist, ergibt sich (bei vorschüssiger Zahlung) aus der Formel
{\displaystyle n=-{\frac {\ln \left(q-{\frac {B}{r}}\cdot (q-1)\right)}{\ln(q)}}+1}.
Dabei ist {\displaystyle B} das ursprünglich vorhandene Kapital (der Barwert), {\displaystyle q} der Zinsfaktor, zu dem dieses Kapital angelegt und verzinst wird, und {\displaystyle r} die Höhe der daraus regelmäßig bezahlten Rente.
Hinweise:
1. Diese Formel setzt voraus, dass der Periodenzinssatz über die gesamte Dauer der Rentenzahlung gleich bleibt.
2. Benutzt man zur Berechnung für {\displaystyle q} den Jahreszinssatz, so muss man für {\displaystyle r} auch die Jahresrente einsetzen. Bei vorschüssiger Zahlung ist die Monatsrente etwas höher als ein 12tel der Jahresrente (weil die noch nicht ausgezahlten Monatsraten ja noch verzinst werden). Will man stattdessen mit Monaten als Auszahlungsperioden rechnen, so kann man als Monatszins ein 12tel des Jahreszinses einsetzen, wenn die Zinsgutschrift nur jährlich erfolgt. Erfolgt auch die Zinsgutschrift monatlich, so ist der monatliche Zinsfaktor die 12. Wurzel aus dem jährlichen Zinsfaktor.
Für eine Überschlagsrechnung sind diese Ungenauigkeiten unbedeutend.

#### Rentenhöhe
Die Höhe der Rente, die aus einem Kapital gezahlt werden kann, ergibt sich (bei vorschüssiger Zahlung) aus der Formel
{\displaystyle r={\frac {B\cdot q^{n-1}\left(q-1\right)}{q^{n}-1}}.}
Wieder ist {\displaystyle B} das ursprünglich vorhandene Kapital (Barwert) und {\displaystyle q} der Zinsfaktor. {\displaystyle n} ist die Zahl der Rentenzahlungen, die ausgezahlt werden sollen.
Es gelten die gleichen Hinweise wie im vorigen Abschnitt.

## Dynamische Renten
Bei dynamischen Renten sind die Zahlungen einem bestimmten Bildungsgesetz unterworfen und wachsen in der Regel von Jahr zu Jahr. In der Realität soll dadurch oftmals der durch Inflation hervorgerufene Realwertverlust der Rente ausgeglichen oder zumindest abgemildert werden. Die beiden häufigsten Formen sind arithmetisch wachsende Renten und geometrisch wachsende Renten.

### Arithmetisch wachsende Renten
Ist {\displaystyle a_{0}} die erste Ratenzahlung und steigen die Ratenzahlungen jedes Jahr um einen Betrag {\displaystyle d} an („lineare Dynamik“), so ist der Endwert bei vorschüssiger Zahlung
{\displaystyle {\begin{aligned}\sum _{k=1}^{n}q^{k}\left(a_{0}+(n-k)d\right)&=\sum _{k=1}^{n}\left(q^{k}(a_{0}+nd)-q^{k}kd\right)\\&=(a_{0}+nd)\left(\sum _{k=1}^{n}q^{k}\right)-d\left(\sum _{k=1}^{n}q^{k}k\right)\\&=(a_{0}+nd){\frac {q(q^{n}-1)}{q-1}}-d{\frac {nq^{n+2}-(n+1)q^{n+1}+q}{(q-1)^{2}}}.\end{aligned}}}
Den Barwert erhält man hieraus durch Abzinsung um {\displaystyle n} Perioden.

### Geometrisch wachsende Renten
Steigen die Ratenzahlungen jedes Jahr um einen Prozentsatz {\displaystyle g} an, so beträgt der Wachstumsfaktor {\displaystyle b=1+g}. Der Barwert bei vorschüssiger Zahlung beträgt
{\displaystyle B_{\text{vor}}=\sum _{k=0}^{n-1}a_{0}b^{k}q^{-k}=\sum _{k=0}^{n-1}a_{0}\left({\frac {b}{q}}\right)^{k}}.
Mit der Formel für die endliche geometrische Reihe folgt
{\displaystyle B_{\text{vor}}=a_{0}{\frac {1-(b/q)^{n}}{1-(b/q)}},\quad b\neq q\qquad {\text{sowie}}\qquad B_{\text{vor}}=a_{0}n,\quad b=q.}
Durch Aufzinsung um {\displaystyle n} Perioden erhält man hieraus den Endwert.

## Ewige Rente
Eine unendliche Folge von Zahlungen heißt ewige Rente. In der Praxis kommen ewige Renten zwar selten vor, jedoch gibt es durchaus reale Situationen, die sich gut mit dem Formalismus der ewigen Rente modellieren lassen. Zudem dienen sie in der Finanzmathematik zur Vereinfachung von Rechnungen und Herleitung von Formeln.
Da es bei einer ewigen Rente kein Laufzeitende gibt, ist auch kein Endwert definiert. Der Barwert hingegen konvergiert einfachen Fall einer konstanten Rentenhöhe {\displaystyle r} und eines konstanten Periodenzinses {\displaystyle i>0} trotz der unbegrenzten Zahlungen gegen einen endlichen Wert und es gilt
{\displaystyle {\begin{aligned}B_{\text{nach}}&=r\cdot {\frac {1}{i}},\\B_{\text{vor}}&=r\cdot {\frac {1}{i}}+1.\end{aligned}}}.